# Varázsliget
Varázsliget (korábban Vracsevgáj, szerbül Врачев Гај / Vračev Gaj) falu Szerbiában, a Vajdaságban, a Dél-bánsági körzetben, Fehértemplom községben.

## Fekvése
A szerb-román határ mellett, Fehértemplom délnyugati szomszédjában, a Néra folyó jobb partján fekszik.

## Története
A falu nevét 1713-ban említették először az oklevelek. Annyi bizonyos, hogy a török hódoltság végén már lakott hely volt.
Az 1717-es kamarai jegyzékben Wrachegay néven, 56 házzal volt említve. Egy 1761. évi térkép szerint a település az újpalánkai kerülethez tartozott.
1770 után a szerb határőrezred birtokába került, majd 1873-ban Temes vármegyéhez csatolták.
1848. augusztus hó első napjaiban, az 1848–49-es forradalom és szabadságharc alatt a szerb lakosság, a felkelőktől támogatva fellázadt, mire augusztus 6-án Maderspach Ferenc őrnagy 1000 nemzetőrrel megtámadta a helységet, de az itt tanyázó 2500 szerb felkelő visszaverte a támadást. Felbátorodva a sikeren, a szerb felkelők augusztus 30-án innen Fehértemplom ellen törtek. Szeptember 7-én Maderspach a veressipkások három zászlóaljával és négy ágyúval az itteni szerb tábort rövid küzdelem után szétszórta, ekkor a menekülő szerbek a falut felgyújtották, ezáltal a templom és mintegy 300 ház égett le. 1848. október 1-jén Rácz Sándor honvédőrnagy 1000 emberrel 2000 szerb felkelőn aratott itt győzelmet.
1854-ben kiépült a Oravicabánya–Fehértemplom–Báziás közötti vasútvonal, amely itt is elhaladt. A trianoni békeszerződés után azonban megszűnt működni, jelenleg sem használják.
1910-ben 2563 lakosából 32 fő magyar, 27 fő német, 15 fő román, 2458 fő szerb 51 fő egyéb (legnagyobbrészt cigányok) anyanyelvű  volt. Ebből 33 fő római katolikus, 4 fő görögkatolikus, 4 fő református, 6 fő ág. hitv. evangélikus, 2505 fő görögkeleti ortodox, 7 fő izraelita, 4 fő egyéb vallású volt. A lakosok közül 906 fő tudott írni és olvasni, 91 fő tudott magyarul.
A trianoni békeszerződés előtt Temes vármegye Fehértemplomi járásához tartozott.
A falu Templomhely nevű dűlőjében egy régi templomrom állt, melynek köveit a lakosok széthordták. E rom valószínűleg még a török hódoltság előtt e helyen álló faluból való volt.

## Népesség

### Demográfiai változások
| 1948 | 1953 | 1961 | 1971 | 1981 | 1991 | 2002 | 2011 |
| ---- | ---- | ---- | ---- | ---- | ---- | ---- | ---- |
| 2203 | 2200 | 2250 | 2145 | 2040 | 1870 | 1568 | 1348 |

## Nevezetességek
- Görögkeleti temploma 1778-79-ben épült, de az 1848-as szabadságharcban megsemmisült, majd 1858-ban építették újjá.

## Külső hivatkozások
- Varázsliget története Archiválva 2012. február 12-i dátummal a Wayback Machine-ben